# 7-Zip
7-Zip（セブンジップ）は、Microsoft Windowsを主な対応OSとするオープンソースのファイルアーカイバである。

## 概要
7-Zip は、基本的に 7z 書庫形式を操作するファイルアーカイバであるが、他の様々な種類の書庫形式にも対応している(Windows以外のOSには、対応する書庫形式の限られたCUI版が移植されている)。
当初は Microsoft Windows 用に設計され、後にCUI版が他のオペレーティングシステム (OS) でも利用可能となった。UNIX、UNIX 互換システム、およびAmigaOSではp7zipの形で移植され、利用可能である。また、7-Zipは、DOS移植版、またはHX DOS ExtenderでWindowsコマンドライン版を走らせることにより、DOSとも互換性がある。
7-Zipの操作は、コマンドライン（全システム）、GUI（Windows のみ）、もしくはシームレスな Windows シェル環境の、いずれの方式を用いることができる。
プロプライエタリな競争相手であり市場を先導するWinZipやWinRARと異なり、7-ZipはGNU LGPLの下で（ただしRARライセンスの制限がある）、AESのコードは修正 BSDライセンスの下で配布されている自由ソフトウェアである。

## 歴史
7-Zipの開発は1999年に始まり、イーゴリ・ヴィクトロヴィチ・パヴロフ (Игорь Викторович Павлов) により活発に開発されている。
2007年にSourceForge.netのコミュニティにより「技術デザイン」賞と「ベストプロジェクト」賞に選ばれた。
2016年5月11日にバージョン「v16.00」に2件の脆弱性が存在することを米Ciscoのセキュリティ部門Talosが発表。「v16.04」では修正されている。2025年には、Windowsの保護（MoTW）を無効化する脆弱性が存在していることが明らかになった。

## 形式

### 7z 書庫形式
既定では、7-Zipは7z形式の書庫を作成する。拡張子は .7z である。各書庫は複数のディレクトリ（フォルダ）と電子ファイルを含むことができる。コンテナ形式として、積層的に組み合わせられたフィルタを使うことによりセキュリティやサイズの縮小が達成される。これらはプリプロセッサ、圧縮アルゴリズムおよび暗号化フィルタからなる。
7z圧縮の中心段階では各種のアルゴリズムを使用する。もっともよく使われるのはBzip2とLZMAである。イーゴリ・パヴロフによって開発されたLZMAは比較的新しいシステムであり、7z形式の一部として初公開された。LZMAはRange Coderによって符号化された大きな（サイズ 4 GiB までの）LZベースのスライド辞書からなる。
LZMAの圧縮比は非常に高くなる傾向がある。圧縮されたサイズは、どちらもプロプライエタリであるRARやACEを含む、他の高圧縮率の形式に匹敵する。
ネイティブの7zファイル形式はオープンでモジュール化されており、すべてのファイル名をUnicodeで格納する。

### 他のサポート書庫形式
Windows版の7-Zip は7zの他にも多数のデータ圧縮形式および圧縮を行わない書庫形式をサポートする。圧縮と展開（解凍）をサポートする形式にはtar、xz、bzip2、gzip、ZIP、WIMが含まれる。展開のみをサポートする形式にはUNIX Compress (.Z)、Cabinet、RAR、LZH、ARJ、cpio、RPMおよびdeb書庫などが含まれる。また、ISO 9660形式やUDF（ISO / IEC 13346 形式）の CD/DVD イメージ (.iso) の展開もサポートする。
これらの形式のいくつかを含んでいることは、パッケージを実質的に非フリーにする各種の使用条件に従わせることに注意すべきである（たとえばプロプライエタリなRAR圧縮を含む）。
7-Zipは一部のMSIファイルを開くことができ、ファイル内容に伴うメタファイルにもアクセスできる。一部の Microsoft CAB（LZX圧縮）と NSIS (LZMA) インストーラ形式を開くこともでき、7-Zipは与えられたバイナリファイルが実際には書庫であるかどうかのチェックツールとして使える。
ZIPやgzipの電子ファイルを圧縮するとき、7-Zipは自家製のDeflateエンコーダを使用する。このエンコーダは圧縮処理の負荷がやや高い事と引き替えに、広く使われているzlibのDEFLATE実装よりも圧縮率の高い書庫を作成できることが多い。7-ZipのDeflateエンコーダ実装はAdvanceCOMPスイートのツールの一部として独立に入手可能である。

## 派生物
Microsoft Windows x64 Edition 用の64ビット CPU（AMD64 や Intel 64、および IA-64）対応版が存在する。これは巨大なメモリのマップをサポートすることにより圧縮を高速化できる。すべてのバージョンがマルチスレッドをサポートする。

### CUI 版
2つのCUI版（コマンドライン版）が提供されている。外部ライブラリを使用する 7z.exe と、モジュールが組み込まれているスタンドアローン版の7za.exeである。しかし、7zaの圧縮・展開（解凍）サポートは7z、ZIP、tar、bzip2、gzipおよびUNIX Compress (.Z) 形式に限られている。

#### p7zip
UNIX、およびUnix系システムで使うために移植されたがv16.02以降長期にわたり更新が途絶えている。
しかしp7zip forkが開発されたのち2021年に公式でlinuxに対応するようになった。

### 7-Zip Portable
ポータブル版の7-Zip。PortableApps.com がパッケージ化し、自サイトで配布している。

## 機能
7-Zipは多くの機能をサポートする。いくつかは有名な商用圧縮ソフトウェアにも見あたらないものである。
- 暗号化方式として、7z書庫は256ビットのAESをサポートする。暗号化は電子ファイルと 7z ディレクトリ構造の両方に対して有効にできる。ディレクトリ構造が暗号化された場合、利用者は書庫内に含まれるファイル名を見るためにパスワードを与える必要がある。WinZipが開発したAESによるZIP書庫暗号化の規格も利用可能だが、7z 書庫のようなファイル名の暗号化は提供されていない[18]。
- 7-Zipは動的にサイズの変わるボリュームを柔軟にサポートする。これは書き換え可能CDやDVDなどのリムーバブルメディアへのバックアップに有用である。
- 2分割画面モードのとき、7-Zipは基本的な伝統的ファイルマネージャであるとみなせる。
- 7-Zipは壊れたファイル名を含む書庫を展開（解凍）し、必要に応じて改名する機能を持つ。
- 自己解凍書庫を作成すれば、7z展開ソフトウェアを持たない利用者も圧縮された電子ファイルを展開（解凍）できる。
- 多くの圧縮解凍ソフトウェアはパス長が256文字を超えてしまうとうまく解凍できないが、7-Zipにはその制限がない。
- 16EB(exa byte)までのサイズに対応[19][20][21]。